# Sheree J. Wilson
Sheree Julienne Wilson (nascida em 12 de Dezembro de 1958) é uma atriz, produtora, empresária e modelo americana. Ela é mais conhecida pelos seus papéis como April Stevens Ewing na série de televisão americana no horário nobre Dallas (1986–1991) e como Alex Cahill-Walker na série de televisão Walker, Texas Ranger (1993–2001).

## Início de vida
Sheree Wilson nasceu em Rochester, Minnesota. É filha de dois executivos da IBM, Sheree Wilson mudou-se para o Colorado aos nove anos e formou-se na Fairview High School. Em 1981, ela formou-se em merchandising e negócios de moda pela Universidade do Colorado em Boulder.

## Carreira
Enquanto trabalhava em Denver em uma sessão de moda, um dos fotógrafos confundiu Sheree Wilson com uma modelo e então apresentou-a a um agente de modelos de Nova Iorque que a contratou na hora. Sheree Wilson então mudou-se para Manhattan e, dentro de 18 meses, ela apareceu em mais de 30 campanhas comerciais para Clairol, Sea Breeze, Keri-Lotion e Maybelline. O seu trabalho impresso foi publicado em revistas populares como Mademoiselle, Glamour e Redbook.
Depois de três anos como modelo, Sheree Wilson mudou-se para Los Angeles para uma carreira de atriz. Os seus primeiros papéis incluíram o filme de comédia negra Crimewave (1984) dirigido por Sam Raimi, Velvet (1984), um filme de televisão ABC/Aaron Spelling ao lado de Leah Ayres, Shari Belafonte e Mary Margaret Humes, e um papel como convidada na série de espionagem Cover Up (1984). Ela teve um papel principal com Tim Robbins no filme de comédia Fraternity Vacation (1985) e também apareceu na minissérie da televisão CBS Kane & Abel (1985) com Peter Strauss. Isso imediatamente levou a Our Family Honor (1985-1986), um drama da NBC sobre policiais irlandeses contra a máfia, no qual ela coestrelou com Ray Liotta, Michael Madsen e Eli Wallach. A sua carreira continuou a florescer com um papel no filme de televisão News at Eleven (1986) ao lado de Martin Sheen.
Sheree Wilson ganhou o papel de April Stevens Ewing na série Dallas (1986-1991) da CBS. A sua personagem foi morta a tiros na temporada final durante a sua lua de mel (com o novo marido Bobby Ewing) em Paris. Ela continuou a fazer algumas aparições nas sequências dos sonhos de Bobby mais tarde naquela temporada. Na verdade, Sheree Wilson foi morta e deixou a série devido à maternidade. O seu desempenho rendeu-lhe o prémio Soap Opera Digest de Melhor Cena de Morte em 1991, bem como outras quatro indicações. Em 2006, ela participou da cerimónia de TV Land Award em Dallas e, em Novembro de 2008, da festa de reunião do 30º aniversário de Dallas no Southfork Ranch em Parker, Texas, com os membros do elenco Larry Hagman, Patrick Duffy, Linda Gray, Ken Kercheval, Steve Kanaly e Charlene Tilton.
Em 1993, após papéis especiais na série de televisão Matlock (ao lado do ex-mentor de Clarence Gilyard, Andy Griffith) e Renegade (ao lado de Lorenzo Lamas), Sheree Wilson interpretou o papel feminino principal em Hellbound, contracenando com Chuck Norris, que a levou ao seu papel mais conhecido como Alexandra "Alex" Cahill-Walker também contracenou com Chuck Norris em Walker, Texas Ranger (1993-2001). Em 2005, ela repetiu o seu papel no filme para televisão Walker, Texas Ranger: Trial by Fire, que terminou com a sua personagem sendo vítima de um tiroteio no tribunal. Isso fez com que muitos telespectadores acreditassem que haveria um filme seguinte, que foi seriamente prejudicado quando a CBS disse que não ia mais produzir os projetos "Filme da noite de domingo". Ela também co-estrelou no filme Showtime Past Tense (1994).
Em 2006, Sheree Wilson apareceu em Fragile, a primeira curta-metragem do documentarista Fredric Lean. Ela desempenhou o papel principal em filmes para a televisão Mystery Woman: Game Time (2005) e Anna's Storm (2007). Ela produziu e estrelou filmes independentes como Killing Down (2006), The Gundown (2011), Easy Rider: The Ride Back (2012) e Dug Up (2013). Ela co-estrelou a série de televisão Pink (2007-2008) e teve um papel especial na série de televisão DeVanity (2014). Ela desempenhou um papel importante no filme para televisão Christmas Belle (2013), A Mermaid for Christmas (2019) e The Silent Natural (2019). Em 2016, Sheree Wilson começou a atuar no papel de Miss Daisy Werthan no Festival de Cinema de Neil Simon, Driving Miss Daisy, contracenando com seu ex-co-estrela de Walker, Texas Ranger, Clarence Gilyard.

## Vida pessoal
Sheree Wilson é casada com Vince Morella. Foi casada com Paul DeRobbio de 1991 a 2004 com quem tem dois filhos o Luke e Nicolas.
Sheree Wilson tem sido ativa na Sociedade Nacional de Esclerose Múltipla, Trail of Tears Remembrance Motorcycle Ride, Wings for Life voltada para a cura de lesões na medula espinhal e White Bridle Humane Society, uma organização sem fins lucrativos de equoterapia para crianças com deficiências de desenvolvimento localizada no Texas. Sheree Wilson também criou uma linha de produtos para a pele para terapia de beleza.

## Filmografia

### Filmes
| Ano  | Título                                | Papel                       | Notas           |
| ---- | ------------------------------------- | --------------------------- | --------------- |
| 1984 | Velvet                                | Ellen Stockwell             | Filme de TV     |
| 1985 | Crimewave                             | Nancy                       |                 |
| 1985 | Fraternity Vacation                   | Ashley Taylor               |                 |
| 1986 | News at Eleven                        | Christine Arnold            | Filme de TV     |
| 1994 | Past Tense                            | Emily Talbert               | Filme de TV     |
| 1994 | Walker Texas Ranger 3: Deadly Reunion | Alex Cahill                 |                 |
| 1994 | Hellbound                             | Leslie                      |                 |
| 2003 | Midnight Expression                   | Mary Drake                  | Curta-metragem  |
| 2004 | Birdie and Bogey                      | Shelia                      |                 |
| 2005 | Mystery Woman: Game Time              | Jody Fiske                  | Filme de TV     |
| 2005 | Walker, Texas Ranger: Trial by Fire   | Alex Cahill-Walker          | Filme de TV     |
| 2006 | Killing Down                          | Rachel                      |                 |
| 2006 | Fragile                               | Sophie                      | Curta-metragem  |
| 2007 | Anna's Storm                          | Mayor Anna Davenport-Baxter | Filme de TV     |
| 2011 | The Gundown                           | Sarah Morgan                | Também produtor |
| 2012 | Dug Up                                | Mona Walker                 | Também produtor |
| 2013 | A Country Christmas                   | Bonnie Branson              |                 |
| 2013 | Easy Rider: The Ride Back             | Shane Williams              | Também produtor |
| 2013 | Christmas Belle                       | Angie                       |                 |
| 2014 | Jail Wagon                            | Martha                      | Também produtor |
| 2019 | The Silent Natural                    | Rebecca Hoy                 |                 |
| 2019 | A Mermaid for Christmas               | Theodora                    | Filme de TV     |
| 2020 | Flip Turn                             | Grandma                     |                 |

### Televisão
| Ano       | Título                              | Papel               | Notas |
| --------- | ----------------------------------- | ------------------- | --- |
| 1984      | Cover Up                            | Rachel              | Episódio: "Deat in Vogue" |
| 1985–1986 | Our Family Honor                    | Rita Danzig         | Série regular, 13 episódios |
| 1985      | Kane & Abel                         | Melanie LeRoy       | Mini-Séries |
| 1986–1991 | Dallas                              | April Stevens Ewing | Série regular, 112 episódios TV Land Pop Culture Award (2006) Soap Opera Digest Award para Melhor cena de morte (1991) Nomeada — Soap Opera Digest Award for Outstanding Villainess: Prime Time (1988) Nomeada — Soap Opera Digest Award for Outstanding Actress in a Supporting Role: Prime Time (1989) Nomeada — Soap Opera Digest Award for Outstanding Lead Actress: Prime Time (1990) Nomeada — Soap Opera Digest Award for Outstanding Heroine: Prime Time (1991) |
| 1991      | Matlock                             | Claire Mayfield     | Episódio: "The Dame" |
| 1992      | Renegade                            | Lisa Stone          | Episódio: "Final Judgement" |
| 1993–2001 | Walker, Texas Ranger                | Alex Cahill         | Série regular, 196 episódios |
| 1995      | Burke's Law                         | Jensen Farnsworth   | Episódio: "Who Killed the King of the Country Club?" |
| 1999      | Sons of Thunder                     | Alex Cahill         | 2 episódios |
| 2005      | Walker, Texas Ranger: Trial by Fire | Alex Cahill         | Filme de TV |
| 2014      | DeVanity                            | Claudia Muller      | Episódio: "Death Becomes Him Part I" |

### Teatro
| Ano   | Título             | Papel              | Notas |
| ----- | ------------------ | ------------------ | ----- |
| 2016- | Driving Miss Daisy | Miss Daisy Werthan |       |

### Atração
| Ano       | Título              | Papel      | Notas |
| --------- | ------------------- | ---------- | ----- |
| 1986-2008 | King Kong Encounter | Kelly King |       |